# American Idol
Američki idol (engl. American Idol; American Idol: The Search for a Superstar u prvoj sezoni) je Idol rijaliti-šou koji traži mlade talente i „pretvara” ih u profesionalne muzičare. Šou je originalno osmislio Sajmon Fuler. Prva epizoda prve sezone šoua je održana 11. juna 2002. i od tada je Američki idol jedan od najpopularnijih emisija u SAD. Šou je deo Idol serijala, američka verzija Pop Idola, koji je osmislio britanac Sajmon Fuler i prvi put je održan 2001. godine u Ujedinjenom Kraljevstvu. Producent emisije je  i 19 Entertainment, a distribuira ga Fremantl Sevena Amerika. Šou je postoja do 7. aprila 2016, tokom 15 sezona. Dana 11. marta 2018, šesnaesta sezona je započela pod pokroviteljstvom preduzeća ABC.
Emisija traži najboljeg pevača u zemlji kroz audicije širom SAD. Publika bira ko će ispasti, a ko ostati putem SMS i telefonskog glasanja. Žiri daje savete i kritike natecateljima, a sastoji se od Gremi-dobitnika Randija Džeksona; nagrađivanog muzičara, producenta i menadžera Sajmona Kovela; i Gremi-nominirane pevačice, tekstopisca i producentkinje Kare DioGuardi. Originalno je bilo tri člana žirija, ali u osmoj sezoni je dodata i Kara DioGuardi. Pop pjevačica, dobitnica Gremija i Emija, Pola Abdul, otišla je krajem osme sezone, nakon sedam godina u žiriju.
Emisiju vodi TV voditelj Rajan Sikrest. Komičar Brijan Dunkleman je vodio samo prvu sezonu, i to zajedno sa Sikrestom. Muzički sastav Američki idol predvodi pevač Riki Majnor. Šou se obično emituje utorkom i sredom u SAD i Kanadi, sredom i četvrtkom u Australiji i Aziji, a četvrtkom i petkom na digitalnoj televiziji u Ujedinjenom Kraljevstvu. U Izraelu, šou se emituje petkom i subotom, te se subotom i nedjeljom emituje u Latinskoj Americi.
Uspeh Američkog Idola je opisan kao „bez premca u istoriji emitovanja“. Izvršni direktor rivalske televizije rekao je da je serija „najuticajnija emisija u istoriji televizije”. Ona je postala priznata odskočna daska za pokretanje karijere mnogih umetnika kao bona fide zvezda. Prema Bilboard magazinu, u prvih deset godina, „Idol je iznedrio 345 muzičara koji su dospeli na vrh Bilboard liste i mnoštvo pop idola, uključujući Keli Klarkson, Cari Andervud, Krisa Dotrija, Fantaziju, Rubena Stadarda, Dženifer Hadson, Kleja Ejkena, Adama Lamberta i Džordin Starksa, dok je ostali bez visokih TV rejtinga.” Tokom osam uzastopnih godina, od televizijske sezone 2003–04 do sezone 2010–2011, ili emisija performansi ili emisija rezultata bila je rangirana kao broj jedan u TV rejtingu u SAD.

## Emisija

### Audicije
Pre nego što kandidati mogu videti žiri, moraju proći dva susreta. Prvi susret su kratke audicije s producentima šoa. Neki kandidati tada prolaze dalje u drugi susret s producentima, dok neki napuštaju šou. Od više hiljada ljudi koji dođu na audicije, samo oko 100–200 njih iz svakog grada ide dalje. Ti kandidati idu u audicije pred žiri u Holivudu.

### Holivud
U Holivudu, kandidati nastupaju u različitim danima, a odluke donosi žiri. Tokom prvih šest sezona, kandidati bi birali pesmu s popisa za pevanje u prvoji rundi. U sledećoj rundi, kandidati se podele u manje grupe i pevali bi pesmu zajedno. U zadnjoj rundi, kandidati nastupaju a kapela (bez muzike) po njihovom izboru.
U sedmoj sezoni, sastav Holivudskih audicija se promenio i muzičke grupe su ukinute. Umesto toga, kandidati su sami pevali prvi dan. Ako žiri odluči da je nastup bio dobar, kandidat prolazi u zvršni deo Holivudskih audicija; ako nastup ne bude dobar, kandidat ima još jednu priliku da impresionira žiri pre završnice. Po prvi put, kandidati su mogli da upotrebe muzički instrument ako žele.

### Polufinale

#### 1.–3. sezona
Prve tri sezone, polufinalisti su bili slučajno poređani u različite grupe. Svaki natecatelj bi pevao pojedinačno, svaka grupa bi imala svoju noć za nastupanje pojedinačno. U prvoj sezoni, bile su tri odvojene grupe, a najbolji tri natecatelja iz svake grupe bi prošlo u završnicu. U drugoj i trećoj sezoni, bile su četiri grupe po osam natecatelja, a najbolja dva bi išla u završnicu.
Prve tri sezone, šou je bio višeznačan. Natecatelji koji ne uspeju da dođu do završnice, pozvani su nazad za još jednu priliku za ulazak u završnicu. U prvoj sezoni, samo je jedan natecatelj ponovo odabran od strane žirija. Međutim, u drugoj i trećoj sezoni, svaki član žirija je propustio jednog natecatelja, dok bi publika propustila četiri natecatelja. U drugoj sezoni, nekoliko natecatelja koji nisu prošli u završnicu, kasnije je žiri odabrao za prolaz dalje. U trećoj sezoni, žiri je eliminisao četiri natecatelja pre nego što su oni imali priliku da pevaju.

#### 4.–7. sezona
Od četvrte do sedme sezone, polufinale je bilo podeljeno na 24 natecatelja podeljena po polu da bi se osiguralo jednako odeljenje za Top 12. Muškarci i žene su pevali na uzastopnim večerima i zadnjih dvoje iz svake grupe bi svake nedelje ispadalo iz natecanja. To se odvijalo sve dok u natecanju ne ostane dvanaest natecatelja.

#### 8. sezona
U osmoj sezoni, bilo je 36 polufinalista. Tri uzastopna četvrtka, dvanaest različitih polufinalista je nastupilo svake večeri s nadom za prolazak u završnicu. Tri polufinalista s najvećim brojem glasova, jedan muškarac, jedna žena i još jedan natecatelj s najvećim brojem glasova, prolaze u završnicu. Još jedna runda vraćanja natecatelja je održana, sa žirijem koji bira tri natecatelja koji su eliminisani pre, da bi ih propustili u završnicu. Žiri je u osmoj sezoni odabrao četiri, umesto tri eliminisana natecatelja, pa je finale bilo sa 13 umesto 12 natecatelja.

### Završnica
Završnice šoa se emitiraju pred publikom uživo u TV studiju CBS Television City u Los Anđelesu. Završnica je u prvoj sezoni trajala osam nedelja, a 11 nedelja u sledećim sezonama. Svaki finalista nastupa s pesmom ili pesmama svake nedelje. Tokom prvih pet nedelja, natecatelji pevaju pojedinačno po jednu pesmu. Od Top 4 i Top 5 emisije, natecatelji pojedinačno pevaju po dve pesme. Najbolja 3 natecatelja (Top 3) pevaju pojedinačno po tri pesme. 
Svaka večer uživo ima svoju temu za pevanje. Teme se baziraju na muzičkim žanrovima, pesmama pevanim od strane određenih pevača i Bilbord hitova broj 1. U pređašnjim emisijama i sezonama, teme su uključivale Motaunovu, disko, i big band muziku, kao i pesme muzičara poput Majkla Džeksona, Bitlsa, Bili Džoela, Maraje Keri, Glorija Estefan, Eltona Džona, Endru Lojd Vebera, Doli Parton, i Elvisa Preslija. Natecatelji obično sarađuju sa muzičkim mentorom svake nedelje.
Nakon svake emisije uživo (Live Show), prikazuju se rezultati glasanja publike. Biraju se natecatelji koji ispadaju, a najbolji natecatelji se ne otkrivaju, iako jesu ponekad. Tri natecatelja, te kasnije samo dva, koji dobiju najmanje glasova, pozvani su na središnju pozornicu. Od zadnjih tri, pročita se jedan natecatelj koji ne ispada, i ostaju samo dva natecatelja. Posle toga, pročita se natecatelj koji je eliminisan is emisije i dobio je najmanje glasova. Tokom 8. sezone, žiri je dobio sposobnost spasavanja natecatelja ako misle da je publika pogrešila. Ako postignu jednoglasnu odluku, mogu spasiti natecatelja; ali ako do toga dođe, sledeće nedelje mora ispasti dvoje natecatelja, a spašena osoba ne može više biti spašena. Kad natecatelji dođu do Top 5 najboljih, spašavanje se više ne može koristiti. Kad natecatelj ispada iz šoa, pušta se prilog o iskustvu natecatelja, a taj natecatelj nastupa po zadnji put u emisiji.
U finalu, dva preostala natecatelja nastupaju i jedan od njih se proglašava pobednikom, onaj koji je dobio više glasova publike. Prvih šest sezona, finale je snimano u pozorištu Kodak koje može imati do 3.400 gledalaca. Studio je se u sedmoj sezoni premestio u pozorište Nokija, koji može da prihvati i do 7.000 gledalaca. Pobednik se proglašava na kraju finala.
Pobednik Američkog idola dobiva milion dolara vredan ugovor sa diskografskom kućom (koja je partner šoa), kojeg vodi prezuzeće 19 Management. U nekim slučajevima, drugi finalisti su takođe potpisali ugovor sa partnerskom diskografskom kućom, čiji je cilj potpisivanje ugovora sa natecateljima.

## Spoljašnje veze
- Zvanični veb-sajt
- American Idol na sajtu  (jezik: engleski)
- American Idol na sajtu  (jezik: engleski)
- na sajtu  (jezik: engleski)